# Diego Martínez de Álava
Diego Martínez de Álava (Castilla, fl. 9 de enero de 1489 - Vitoria, 16 de noviembre de 1533) fue Diputado General y Juez Ejecutor de Álava desde 1501 hasta su muerte. Su larga gestión de gobierno al frente de la provincia ha sido realzada en numerosas ocasiones por los historiadores, sobre todo por su entereza a la hora de luchar contra la nobleza local que veía en él y en el desarrollo de las instituciones de la Hermandad que auspiciaba un obstáculo a sus privilegios feudales. Las acciones contra Pedro López de Ayala, conde de Salvatierra y uno de los más poderosos señores alaveses, por ejemplo, se pueden enmarcar en esta refriega. Posteriormente, durante la crisis abierta en 1520 por la Guerra de las Comunidades de Castilla, el conde se unió a los rebeldes en un intentó de vengarse del Diputado, fruto de esta enemistad pasada. Diego Martínez encabezó la resistencia y en abril de 1521 evitó que se apoderase de Salvatierra, por ejemplo. Pocos días después de esta acción, las tropas realistas triunfaron por completo, tanto en Álava, como en la propia Castilla.
En sus últimos años de mandato Vitoria manifestó serias inquietudes ante el carácter vitalicio de su mandato, pero la oposición no logró finalmente triunfar.
Murió en 1533 sucediéndole en el cargo Martín Martínez de Bermeo.

## Vida política

### Primeros años
Diego Martínez de Álava estaba adscrito a una de las familias de la oligarquía urbana de Vitoria e integraba el bando "de la Calleja".
Antes de convertirse en Diputado General, desempeñó diversos cargos en la capital alavesa: escribano del número, regidor, diputado, capitán de las milicias locales en la toma de Granada y alcalde. Precisamente fue estando en este cargo cuando, en 1495, instauró en el convento  de San Francisco de Vitoria la reforma de Observancia, por mandato de Isabel la Católica. También fue elegido para tesorero real en la merindad de Allende Ebro y para alcaide en la fortaleza de Bernedo.

### Nombramiento para Diputado General de Álava
Dentro de la Hermandad, cumplió primero funciones de escribano y en 1499 de teniente del Diputado General, Lope López de Ayala, que había delegado las funciones del oficio a causa de su avanzada edad. El 5 de noviembre de 1501 Ayala dimitió en el cargo nombrando a Diego Martínez como su sucesor. Dos años después, el procurador de Vitoria en la Junta Particular lo nombró capitán general de las milicias provinciales. El resto de los diputados cuestionaron la potestad del procurador vitoriano para designar a quien desempeñase el oficio susodicho, pero refrendaron el nombramiento. En 1509 Diego Martínez aseguró que no había razones para zanjar un problema que de momento no afectaba a nadie. Pero en 1512, con motivo de la conquista del 	reino de Navarra, el conflicto y la división de la Hermandad volvió a hacerse notorio por las mismas razones.
En 1504 fue sometido a un juicio de residencia por Gabriel de Valencia. Las Hermandades provinciales reclamaron:
- El control de la gestión de los ingresos y gastos administrativos generados o auspiciados desde las instancias ejecutivas.
- Evitar los conflictos por competencias de jurisdicción entre el diputado y los alcaldes de Hermandad.
- No convocar más de dos Juntas Generales por año.
- Poner fin a los abusos de poder por parte del Diputado y sus oficiales. Hay que decir que estas arbitrariedades existieron. En Bernedo, por ejemplo, obligaba a los vecinos a entregar cargas de leña cuando no tenía ningún derecho de hacerlo.
- Uso y conservación adecuada del sello y las escrituras provinciales.

También surgieron críticas sobre el elevado salario cobrado por Martínez (nueve mil maravedís en total, y que luego fue bajado a seis mil), y su comportamiento de rodearse de un equipo de letrados cuando no era necesario. De todos modos, en 1505 la Hermandad salió en defensa del Diputado General expresando su descontento ante dos conclusiones del juicio de residencia, que a su ver no se correspondían con la realidad. Concretamente, se habló del asunto de las medidas, pesos y caminos, y de la administración del sello, las escrituras provinciales y las arcas públicas.

### Enfrentamientos con el conde de Salvatierra
Es conocida la rivalidad existente entre Diego Martínez y el conde de Salvatierra, Pedro López de Ayala. El 20 de marzo de 1508 envió tropas para reconquistarle la fortaleza de Gauna, y un año antes, le sustrajo de su señorío el valle de Orozco, a raíz de los desmanes cometidos al encarcelar en una torre al alcalde de la Hermandad, así como de otros excesos. El 21 de agosto de 1507 llegó a tratarse este tema en la Junta General de Hermandad celebrada en la localidad de Vitoriano, en la cual los procuradores reunidos pidieron consejo al licenciado Arana para intervenir en el conflicto e incorporar a Orozco en la hermandad. El Diputado lo creyó oportuno, ordenó a los alcaldes personarse en el lugar con doscientos hombres de apoyo, y mandó escribir una carta a Pedro de Ayala para que soltase al preso y ayudase a los habitantes del valle regresar tranquilos a sus casas. El día 25 la Junta acordó acercarse desde Vitoriano a Berganza, aldea alavesa que da entrada al valle de Orozco, para desde allí dirigir las operaciones contra el conde en el valle. Asimismo, se acordó el envío de 200 soldados más. Al poco tiempo, el valle quedaba enmarcado dentro de los límites de la Hermandad.
Es destacable además que al mismo tiempo que estallaba la revuelta comunera en 1520, la esposa del conde, Margarita de Saluzes, se encontraba en Vitoria bajo la protección de Diego Martínez, por los maltratos que sufría de parte de Pedro de Ayala.

### Revuelta comunera
El conde de Salvatierra encontró en el estallido comunero de 1520 la oportunidad de vengarse de Diego Martínez. Empezó así una campaña de desprestigio contra su persona, la cual acusó ante la Santa Junta por prevaricación y toda clase de desmanes. Los comuneros entonces confiaron la investigación a Antonio Gómez de Ayala y apartaron al Diputado General de su cargo, decisión que confirmaron el 29 de octubre y el 14 de noviembre. En diciembre tuvo lugar la toma de Tordesillas por las tropas realistas. Diego Martínez participó en ella al frente de quinientos soldados.
El 15 de marzo de 1521 entró en Salvatierra para reorganizar la defensa de la villa ante un posible ataque del conde. Cuando este tuvo lugar a comienzos de abril, el diputado general defendió con ímpetu la fortaleza e impidió que el conde se apoderase de la villa. Pocos días después, el alavés rebelde fue derrotado por completo en la batalla de Miñano Mayor.
El 31 de diciembre de 1521 Diego Martínez de Álava escribió una carta al rey dando cuenta que, mientras Salvatierra resistía los ataques del conde, éste le quemó cinco caserías que tenía en la comarca así como unas aceñas. Para compensar sus pérdidas, se había visto obligado a tomarle al conde unas ruedas, de Araya, y dos caserías que tenía en Gauna. Y sin embargo, se quejaba ante Carlos por el hecho de que el obispo de Oviedo, en virtud de la comisión que tenía encargada, le había quitado tales propiedades. Pidió, pues, que se ordenase al obispo la devolución de los bienes.

### Últimos años frente a la provincia

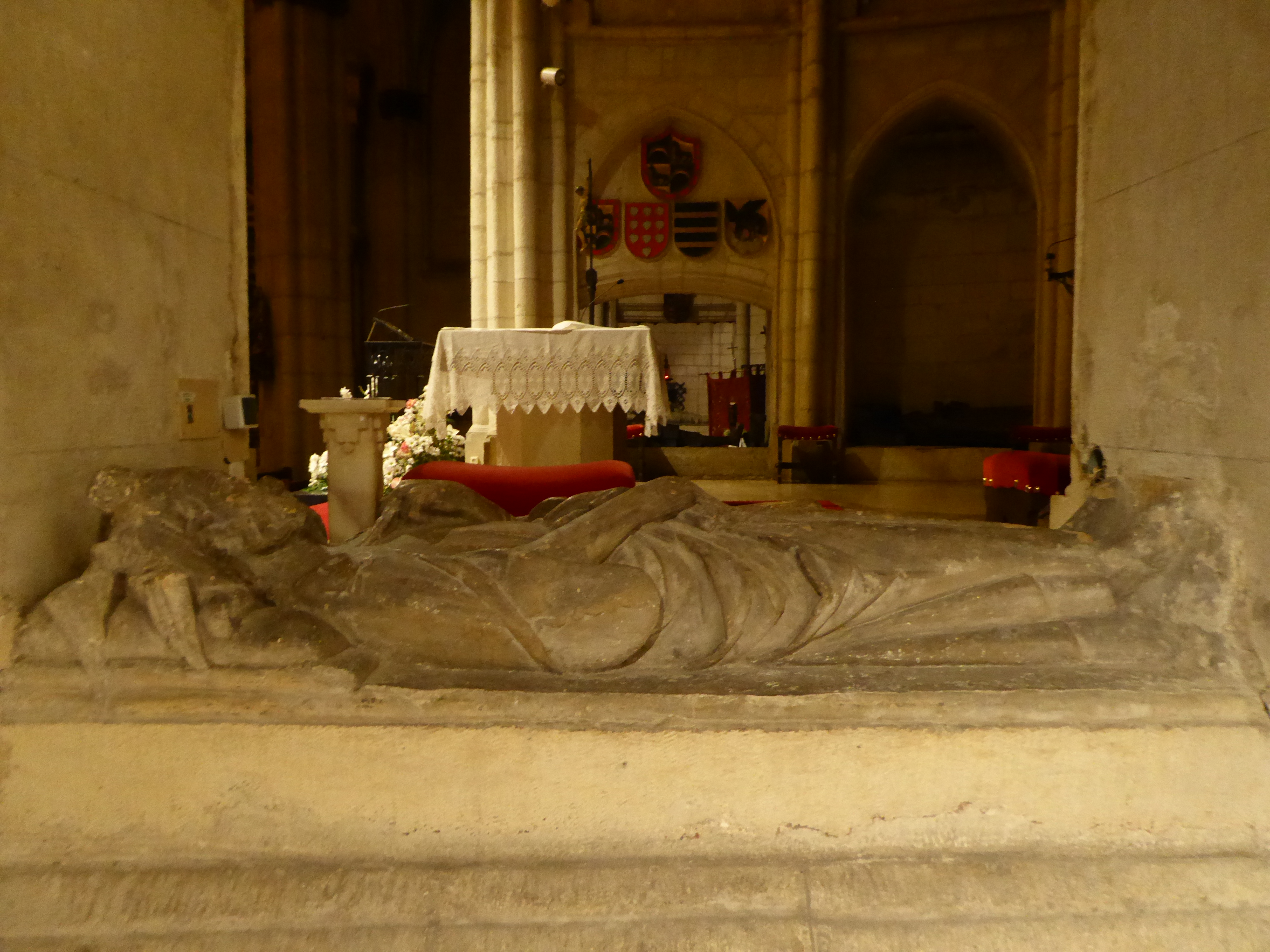
Tumba en la iglesia de San Pedro Apóstol de Vitoria

El 28 de septiembre de 1524 Vitoria se amparó en dos cédulas de la época de los Reyes Católicos para designar al bachiller  Ugalde nuevo Diputado General. Diego Martínez, ni bien enterado de la situación, apeló al Consejo Real y expuso que había sido elegido para el cargo de forma vitalicia, por lo que el proceder de Vitoria era ilegítimo. La ciudad, por otro lado, lo acusó de creerse dueño del cargo. Finalmente, el Consejo Real se puso del lado de Diego Martínez y le ratificó en su posición de por vida, prohibiendole cederlo, venderlo o renunciarlo en favor de otro.
En junio de 1533, poco antes de su muerte, Diego Martínez debió enfrentar su último reto como diputado General. En efecto, Andrés Díaz de Esquivel, segundo alcalde ordinario de Vitoria, había comenzado a desempeñar el cargo de Juez Ejecutor alegando que una pragmática aprobada en Cortes se lo autorizaba. Diego Martínez expuso que la pretendida ley no era tal:

[La pragmática decía que] las apelaçiones de seys mill maravedís abaxo fuesen ante los alcaldes de los Adelantamientos e Corregidores más çercanos. E que esto se entiende en las hermandades nuebas de Castlla, como en la dicha premática se contiene.

El 26 de junio la Hermandad le pidió al Diputado General intervenir para amparar la legalidad. Cuando la Junta General se volvió a reunir en la casa de Diego Martínez por estar éste enfermo, Ortún Martínez de Murga había sido comisionado ante la Corte para resolver el conflicto en beneficio de la Hermandad. Pero el 16 de noviembre, Diego Martínez de Álava falleció en su casa de Vitoria abriendo una crisis interna en la propia Hermandad.

## Vida personal
Diego Martínez de Álava contrajo matrimonio y tuvo un hijo: Fernando de Álava. A él le entregó el mayorazgo en 1513, pero tras su muerte en 1533, lo renovó en favor de su nieto Juan de Álava. Ordenó ser enterrado en la capilla de Santiago, ubicada en el convento de San Francisco de la ciudad de Vitoria. En su testamento, además, dejó por sentado el prestigio de su línea familiar al señalar que en la capilla de San Llorente –actualmente Nuestra Señora de los Dolores- de la iglesia de San Vicente se hallaban enterrados los antecesores de su linaje, encontrándose igualmente en dicho centro de veneración los fundamentos de Vitoria, según él:

Yten declaro que dexo por mayorazgo y en el mayorazgo de mis bienes e de mis antepasados la capilla de Sanct Llorente que es en la iglesia parrochial de Sanct Viçente de esta çiudad y la capillejo e sepoltura que esta dentro en la çerca teniente a la dicha capilla donde yo tengo puestos mis escudos de mis harmas por sentencia que la justicia y regimiento de esta çiudad en uno con el doctor Mora provisor e vicario generl de este obispado dio en mi favor e contra Pero Martinez de Alava, mi tio, e contra el bachiller Marcial de Alaba, my primo, hermanos menores de mi padre que en gloria sean por testimonio por testimonio de Juan Fernández de Cucho escribano de los del numero de esta çiudad en que me adjudicaron la honrra de la dicha capilla y sepolturas como a pariente mayor de este mi linaje de los de Alaba, para que yo e mis parientes del dicho linaje nos enterremos en ella y tengan el acatamiento debido a mi y a los mis descendientes en el dicho mayorazgo.
Y mando que cada anno mi mayorazgo aga decir en la dicha capilla una missa de rrequien cantada por mi anima e de mis antepasados e les den por ello lo acostumbrado en esta çiudad porque esta antigüedad de mi linaje en aquella capilla y enterrorio no se pierda que es el fundamento de es la çiudad de Vitoria.